# Fostul Palat al Pașei de la Tulcea
Fostul Palat al Pașei de la Tulcea este un monument istoric aflat pe teritoriul municipiului Tulcea.